# Garrett Camp
Garrett Camp (Calgary, 4 de outubro de 1978) é um empreendedor bilionário canadense, conhecido por ser fundador da StumbleUpon e co-fundador da Uber.